# 韬塞
韬塞（穆麟德轉寫：Toose；1639年—1695年），清太宗第十子。

## 生平
韬塞生于崇德四年（1639年）二月初八，生母是庶妃克伊克勒氏。
初封三等鎮國將軍。康熙八年（1669年），進輔國公。
康熙三十四年（1695年）二月初九，韬塞病死，享年五十七岁。

## 家庭

### 妻妾
- 嫡妻纳喇氏，轻车都尉博尔赫图之女。

- 继妻纳喇氏，二等侍卫巴哈塔之女

- 三妻和尔氏，一等轻车都尉图赉之女

- 妾王氏，王之贵之女。

### 子嗣

#### 儿子
- 四子已革鎮國將軍容吉，康熙八年十一月初六日子時生。康熙四十八年七月初一日午時卒，年四十歲。嫡妻伊爾根覺羅氏，子舒書之婦。

- 五子奉恩将军谕德，康熙十一年十月二十二日子时生，母妾王氏，王之贵之女；乾隆十年二月十六日巳时卒，年七十三岁。嫡妻金佳氏，金成弼之女。

- 七子莫厅，康熙十七年十月十六日子时生，母三继妻和尔氏，轻车都尉图赉(亦杜赉，副都统董阿赉即栋阿赉弟弟）之女；康熙六十年二月十五日子时卒，年四十三岁。

- 九子三等镇国将军务启图，康熙二十三年九月初三日寅时生，母三继妻和尔氏，轻车都尉图赉之女；康熙三十七年十二月二十一日因罪处死，年十四岁。

## 延伸阅读
[在维基数据编辑]
 《清史稿/卷219》，出自趙爾巽《清史稿》